# Hans Schröder (skådespelare)
Hans Schröder, född 17 september 1930 i Stockholm, är en svensk barnskådespelare.

## Filmografi
- 1945 – Åh alla dessa grabbar
- 1945 – Sextetten Karlsson
- 1946 – Bröder emellan
- 1946 – Hotell Kåkbrinken